# Amfissa
Amfissa (in greco : Άμφισσα?) è un ex comune della Grecia nella periferia della Grecia Centrale (unità periferica della Focide) con 8 370 abitanti secondo i dati del censimento 2011.
È stato soppresso a seguito della riforma amministrativa, detta Programma Callicrate, in vigore dal gennaio 2011 ed è ora compreso nel comune di Delfi.